# Nquthu
Nquthu (officieel Nquthu Local Municipality) is een gemeente in het Zuid-Afrikaanse district Umzinyathi.
Nquthu ligt in de provincie KwaZoeloe-Natal en telt 165.307 inwoners. 
Sinds 2008 heeft Nquthu een stedenband met het Belgische Bornem.

## Hoofdplaatsen
Het nationaal instituut voor de statistiek, Stats SA, deelt sinds de census 2011 deze gemeente in in 142 zogenaamde hoofdplaatsen (main place):
Barklieside • Bhekabani • Bhekabantu A • Bhekabantu B • Bulolo • Driefontein • Dunudunu • eGezahlala A • eGezahlala B • eGezahlala C • eGezahlala D • eGezahlala E • eMagogo • eMhosheni • eSigqokweni • eSigqumeni A • eSigqumeni B • Excelsior • Fahlaza • Frischgewaagd • Good Hope • Grazing A • Grazing B • Grazing C • Haladu A • Haladu B • HlabaNkhosi • HlathiDlamini • HlathiNgudulwane • Hlazakazi A • Hlazakazi B • Hlazakazi C • Hlengile • iNhlabamkhosi • Jabavu • Khiphinkunzi A • Khiphinkunzi B • KwaMbunda A • KwaMfeka A • KwaNjoko A • KwaNjoko B • KwaNyezi • KwaNyoni • KwaThusi • KwaVuma • Luvisi • Mabululwane • Maduladula A • Maduladula B • Mafitleng • Mafitleng A • Mafitleng B • Magabeni A • Magabeni B • Magabeni C • Magaga • Magala • Magongoloza • Maguzini • Malakatha • Manxili • Manyongazane • Masotsheni • Matapa • Mathengeni • Mathutshana • Matinda • Mbewunye A • Mbewunye B • Mgxangala • Mhlungwane A • Mhlungwane B • Mhlungwane C • Mkhonjane A • Mkhonjane B • Mkhonjane D • Mkhonjane E • Mkhonjane F • Mnqunyeni • Mpandeni • Mpukunyoni • Mqhedlana • Mvane • Ncepheni A • Ncepheni B • Ncepheni C • Ndatshana • Ndindindi • Ngedla • Ngolokodo • Ngqulu • Ngwebini A • Ngwebini B • Ngwebini C • Ngwebini D • Ngwetshana A • Ngwetshana B • Nhlambamasoka A • Nhlambamasoka B • Nhlambamasoka C • Nhloya • Nkabane • Nkanda • Nkandle • Nondweni A • Nondweni B • Nondweni C • Nqutu • Nqutu NU • Nsubeni • Ntababomvu A • Ntababomvu B • Ntabebomvu • Ntanyandlovu A • Ntanyandlovu B • Ntanyandlovu C • Ntanyandlovu D • Ntanyandlovu E • Ntanyandlovu F • Ntanyeni • Ogazini • Ohaleni • Othaka • Patsoana A • Patsoana B • Patsoana C • Qhudeni • Qwabe • Seven • Shayanyawo A • Shayanyawo B • Sigqobheleni • Silutshana A • Silutshana B • St Mathews • Straalfontein • Sunrise • Thelezini • Vryheid A • Vryheid B • Vumankala • Witkop.